# Guilherme Arana
Guilherme Antonio Arana Lopes (São Paulo, 14 april 1997) is een Braziliaans voetballer die doorgaans als linksback speelt. In juli 2021 verruilde hij Sevilla voor Atlético Mineiro. Arana maakte in 2021 zijn debuut in het Braziliaans voetbalelftal.

## Carrière
Arana speelde vanaf 2005 in de jeugdopleiding van Corinthians. Begin 2015 werd hij overgeheveld naar het eerste elftal, maar zijn debuut beleefde hij bij Athletico Paranaense, dat hem in 2015 kortstondig huurde. Na zijn terugkeer kreeg Arana geleidelijk meer speeltijd, maar vooral in 2017 had hij een vaste basisplaats bij Corinthians.
Aan het einde van het jaar werd hij aangetrokken door Sevilla. De vleugelverdediger zette zijn handtekening onder een verbintenis voor de duur van vierenhalf jaar. Na vier invalbeurten in een halfjaar tijd stuurde Atalanta Arana in januari 2020 terug naar Sevilla. Dat verhuurde hem een dag na zijn terugkomst voor anderhalf jaar aan Atlético Mineiro.
Na afloop van deze verhuurperiode nam Atlético Mineiro de linksback definitief over voor circa tweeënhalf miljoen euro en hij tekende tot en met december 2024. De verbintenis van Arana werd in november 2023 opengebroken en met drie jaar verlengd tot eind 2027.

## Clubstatistieken
| Seizoen | Club                   | Competitie       | Competitie | Competitie | Beker | Beker | Internationaal | Internationaal | Totaal | Totaal |
| Seizoen | Club                   | Competitie       | Wed.       | Dlp.       | Wed.  | Dlp.  | Wed.           | Dlp.           | Wed.   | Dlp.   |
| ------- | ---------------------- | ---------------- | ---------- | ---------- | ----- | ----- | -------------- | -------------- | ------ | ------ |
| 2015    | → Athletico Paranaense | Série A          | 3          | 0          | 0     | 0     | —              | —              | 3      | 0      |
| 2015    | Corinthians            | Série A          | 12         | 1          | 0     | 0     | —              | —              | 12     | 1      |
| 2016    | Corinthians            | Série A          | 16         | 0          | 2     | 0     | 1              | 0              | 19     | 0      |
| 2017    | Corinthians            | Série A          | 46         | 2          | 5     | 0     | 3              | 0              | 54     | 2      |
| 2017/18 | Sevilla                | Primera División | 3          | 0          | 0     | 0     | 0              | 0              | 3      | 0      |
| 2018/19 | Sevilla                | Primera División | 9          | 0          | 4     | 1     | 9              | 1              | 22     | 2      |
| 2019/20 | → Atalanta Bergamo     | Serie A          | 4          | 0          | 0     | 0     | —              | —              | 4      | 0      |
| 2020    | → Atlético Mineiro     | Série A          | 45         | 6          | 1     | 0     | 2              | 0              | 48     | 6      |
| 2021    | → Atlético Mineiro     | Série A          | 13         | 2          | 0     | 0     | 6              | 1              | 19     | 3      |
| 2021    | Atlético Mineiro       | Série A          | 20         | 1          | 6     | 1     | 4              | 0              | 30     | 2      |
| 2022    | Atlético Mineiro       | Série A          | 29         | 2          | 4     | 0     | 9              | 1              | 42     | 3      |
| 2023    | Atlético Mineiro       | Série A          | 28         | 2          | 0     | 0     | 4              | 0              | 26     | 0      |
| 2024    | Atlético Mineiro       | Série A          | 28         | 1          | 10    | 3     | 13             | 1              | 51     | 5      |
| 2025    | Atlético Mineiro       | Série A          | 12         | 0          | 2     | 0     | 2              | 0              | 16     | 0      |
| Totaal  | Totaal                 | Totaal           | 268        | 17         | 34    | 5     | 53             | 5              | 355    | 27     |

Bijgewerkt op 17 april 2025.

## Interlandcarrière
Arana nam met Brazilië –20 deel aan het Zuid-Amerikaans kampioenschap –20 van 2017. Hierop speelde hij zes wedstrijden, waarin hij twee keer scoorde. In het Braziliaans voetbalelftal debuteerde hij op 8 oktober 2021, op bezoek bij Venezuela in een kwalificatiewedstrijd voor het WK 2022. Hij mocht van bondscoach Tite in de basisopstelling beginnen en werd in de blessuretijd van de tweede helft gewisseld ten faveure van Alex Sandro. Eric Ramírez had namens Venezuela de score geopend en door treffers van Marquinhos, Gabriel Barbosa en Antony won Brazilië met 1–3. De andere Braziliaanse debutanten dit duel waren Antony (Ajax) en Raphinha (Leeds United).
Arana werd door bondscoach Dorival Júnior in mei 2024 opgenomen in de Braziliaanse selectie voor de Copa América 2024. In de groepsfase speelde Brazilië gelijk tegen Costa Rica (0–0) en Colombia (1–1) en won het land van Paraguay (1–4), waardoor Brazilië doorging naar de kwartfinales. Hierin was Uruguay na een initieel gelijkspel te sterk in de strafschoppenserie: 0–0 en daarna 4–2. Arana speelde in twee wedstrijden mee. Zijn toenmalige clubgenoten Eduardo Vargas (Chili) en Alan Franco (Ecuador) waren ook actief op het toernooi.
| Interlands van Guilherme Arana voor Brazilië | Interlands van Guilherme Arana voor Brazilië | Interlands van Guilherme Arana voor Brazilië | Interlands van Guilherme Arana voor Brazilië | Interlands van Guilherme Arana voor Brazilië | Interlands van Guilherme Arana voor Brazilië | Interlands van Guilherme Arana voor Brazilië |
| №                                            | Datum                                        | Wedstrijd                                    | Uitslag                                      | Competitie                                   | Doelpunten                                   |                                              |
| Als speler bij Atlético Mineiro              | Als speler bij Atlético Mineiro              | Als speler bij Atlético Mineiro              | Als speler bij Atlético Mineiro              | Als speler bij Atlético Mineiro              | Als speler bij Atlético Mineiro              | Als speler bij Atlético Mineiro              |
| -------------------------------------------- | -------------------------------------------- | -------------------------------------------- | -------------------------------------------- | -------------------------------------------- | -------------------------------------------- | -------------------------------------------- |
| 1                                            | 8 oktober 2021                               | Venezuela – Brazilië                         | 1 – 3                                        | WK 2022 kwalificatie                         |                                              |                                              |
| 2                                            | 24 maart 2022                                | Brazilië – Chili                             | 4 – 0                                        | WK 2022 kwalificatie                         |                                              |                                              |
| 3                                            | 29 maart 2022                                | Bolivia – Brazilië                           | 0 – 4                                        | WK 2022 kwalificatie                         |                                              |                                              |
| 4                                            | 6 juni 2022                                  | Japan – Brazilië                             | 0 – 1                                        | Vriendschappelijk                            |                                              |                                              |
| 5                                            | 12 oktober 2023                              | Brazilië – Venezuela                         | 1 – 1                                        | WK 2026 kwalificatie                         |                                              |                                              |
| 6                                            | 17 oktober 2023                              | Uruguay – Brazilië                           | 2 – 0                                        | WK 2026 kwalificatie                         |                                              |                                              |
| 7                                            | 8 juni 2024                                  | Mexico – Brazilië                            | 2 – 3                                        | Vriendschappelijk                            |                                              |                                              |
| 8                                            | 25 juni 2024                                 | Brazilië – Costa Rica                        | 0 – 0                                        | Copa América 2024                            |                                              |                                              |
| 9                                            | 6 juli 2024                                  | Uruguay – Brazilië                           | 0 – 0 (4 – 2 n.s.)                           | Copa América 2024                            |                                              |                                              |
| 10                                           | 6 september 2024                             | Brazilië – Ecuador                           | 1 – 0                                        | WK 2026 kwalificatie                         |                                              |                                              |
| 11                                           | 10 september 2024                            | Paraguay – Brazilië                          | 1 – 0                                        | WK 2026 kwalificatie                         |                                              |                                              |
| 12                                           | 20 maart 2025                                | Brazilië – Colombia                          | 2 – 1                                        | WK 2026 kwalificatie                         |                                              |                                              |
| 13                                           | 25 maart 2025                                | Argentinië – Brazilië                        | 4 – 1                                        | WK 2026 kwalificatie                         |                                              |                                              |

Bijgewerkt op 17 april 2025.

## Erelijst
| Competitie             |             |                                    |             |             |
| Competitie             | Aantal      | Jaren                              |             |             |
| Corinthians            | Corinthians | Corinthians                        | Corinthians | Corinthians |
| ---------------------- | ----------- | ---------------------------------- | ----------- | ----------- |
| Série A                | 2           | 2015, 2017                         |             |             |
| Campeonato Paulista    | 1           | 2017                               |             |             |
| Atlético Mineiro       |             |                                    |             |             |
| Série A                | 1           | 2021                               |             |             |
| Campeonato Mineiro     | 6           | 2020, 2021, 2022, 2023, 2024, 2025 |             |             |
| Brazilië –23           |             |                                    |             |             |
| Olympische Zomerspelen | 1           | 2020                               |             |             |